# Catocala afghana
Catocala afghana är en fjärilsart som beskrevs av Swinhoe 1885. Catocala afghana ingår i släktet Catocala och familjen nattflyn. Inga underarter finns listade i Catalogue of Life.